# Juli Capilla i Fuentes
Juli Capilla i Fuentes (València, 1970).
L'any 2006 fou publicada la seva primera novel·la L'home de Melbourne (Premi de narrativa Benvingut Oliver 2005 de Catarroja, (Perifèric Edicions). Des de llavors ha publicat diversos poemaris Llibre dels exilis (Premi de poesia Vila de Lloseta 2006, Editorial Moll), Aimia (Premi Tardor de Poesia de Castelló de la Plana 2007, Editorial Aguaclara) i L'instant fugaç (Premi de Poesia Ibn Jafadja, 2008).
El 2009, juntament amb Toni Mollà, va guanyar el Premi Ciutat de València de poesia. El 2000 va guanyar a Manacor, el Premi Miquel Àngel Riera de Poesia pel treball La Casa Buida
El 2023 va publicar "Arrelats: Famílies valencianes amb història", segon volum del projecte Arrelats, d'Edicions Sidillà.
També al 2023 va guanyar el
Premi Josep Vicent Marqués d'assaig dintre de la convocatòria dels Premis Literaris Ciutat de València amb l'obra "La terra i la paraula".